# Joshua Albano
Joshua Albano (Doetinchem, 24 augustus 1994) is een Nederlands acteur. Hij speelde in diverse films en series, waaronder La Famiglia, DNA en De brief voor Sinterklaas.

## Levensloop
Albano maakte zijn acteerdebuut in de AVROTROS-televisieserie La Famiglia. Hierna volgde diverse rollen in televisieseries waaronder De Spa, DNA en Keizersvrouwen. Daarnaast speelde hij rollen in verschillende korte films.
In oktober 2019 maakte Albano zijn debuut op het witte doek in de speelfilm De brief voor Sinterklaas, waarin hij de rol van Bennie Taaitaai vertolkte. Deze rol speelde hij tevens in de drie vervolgfilms; De Grote Sinterklaasfilm, De Grote Sinterklaasfilm: Trammelant in Spanje en De Grote Sinterklaasfilm: Gespuis in de speelgoedkluis.

## Filmografie

### Film
- 2017: November, als jonge man
- 2018: Stille Dorst, als Jonas
- 2019: De Boodschap, als Wesley
- 2019: De brief voor Sinterklaas, als Bennie Taaitaai
- 2020: De Grote Sinterklaasfilm, als Bennie Taaitaai
- 2020: Heavy Hands, als Damian
- 2020: Sonic the Hedgehog, als Tom Wachowski (stemrol)
- 2021: Stormwind - 5: In zwaar weer, Sam (stemrol)
- 2021: De Grote Sinterklaasfilm: Trammelant in Spanje, als Bennie Taaitaai
- 2022: De Grote Sinterklaasfilm: Gespuis in de speelgoedkluis, als Bennie Taaitaai
- 2022: De Kleine Grote Sinterklaasfilm, als Bennie Taaitaai
- 2022: Sonic the Hedgehog 2, als Tom Wachowski (stemrol)
- 2022: Pinocchio, als overige stemmen
- 2023: De Grote Sinterklaasfilm en de strijd om pakjesavond, als Bennie Taaitaai
- 2024: De Grote Sinterklaasfilm: Stampij in de bakkerij, als Bennie Taaitaai
- 2024: Tegendraads, als Matteo
- 2024: Sonic the Hedgehog 3, als Tom Wachowski (stemrol)

### Televisie
- 2016: La Famiglia, als jonge Salvatore
- 2017: Voetbalmaffia, als Rodney Keizer
- 2018: De Spa, als Rick
- 2018: Flikken Maastricht, als Fred
- 2019: DNA, als winkelier
- 2020: Keizersvrouwen, als jonge Michiel
- 2023: Een moord kost meer levens, als Jos
- 2025: The Passion, als discipel